# Clinton (South Carolina)
Clinton ist eine Stadt im US-Bundesstaat South Carolina. Das U.S. Census Bureau hat bei der Volkszählung 2020 eine Einwohnerzahl von 7.633 ermittelt.
Die Stadt liegt im Laurens County. Der Ort ist Teil der Greenville-Spartanburg-Anderson Combined Statistical Area. Die als Upstate bekannte Region befindet sich im Nordwesten South Carolinas und besteht aus 9 Countys mit insgesamt ca. 1,5 Millionen Einwohnern. Der Name spielt an auf die gegenüber dem übrigen Bundesstaat erhöhte Lage der Region an den Ausläufern der Appalachen.

## Geschichte
Die Cherokee waren die ursprünglichen Einwohner von Clinton. Der erste Siedler in diesem Gebiet war John Duncan aus Aberdeen, Schottland, der 1752 aus Pennsylvania kam und sich an einem Bach zwischen den heutigen Städten Clinton und Whitmire niederließ.
Einwanderer schottischen und irischen Ursprungs aus Pennsylvania, Maryland und Virginia wurden bis zum Amerikanischen Unabhängigkeitskrieg zu den vorherrschenden Siedlern in der Gegend und nahmen 1780 aktiv an der Schlacht von Musgrove Mill teil.
Die Siedlung existierte unter dem Namen Five Points, weil sie an der Kreuzung von vier Hauptstraßen und der Eisenbahnlinie entstand. Die Stadt Clinton wurde 1852 gegründet. und nach Henry Clinton Young benannt, einem Anwalt aus Laurens, der die ersten Straßen in der Gegend plante.
Der Clinton Commercial Historic District, die Duncan's Creek Presbyterian Church und der Thornwell-Presbyterian College Historic District sind im National Register of Historic Places aufgeführt.

## Verkehr
Die Stadt liegt an der Kreuzung der U.S. Highway 76 und des South Carolina Highway 72. Sie liegt südlich von Spartanburg und nordwestlich von Columbia. Die Interstate I-26 führt durch die östlichen Teile von Clinton und die Interstate I-385 zweigt im nördlichen Stadtgebiet davon ab.
In Clinton kreuzen zwei Bahnstrecken der CSX Transportation: Die vormals durch die Seaboard Air Line betriebene, in Nordost-Südwest-Richtung verlaufende Verbindung von Monroe nach Greenwood sowie die von Columbia im Südosten nach Laurens im Nordwesten führende Strecke der früheren Columbia, Newberry and Laurens Railroad. Beide Strecken werden ausschließlich für den Güterverkehr genutzt.

## Schulen
Clinton beheimatet die folgenden Bildungseinrichtungen:
- Presbyterian College, ein privates College für freie Künste in Clinton
- Clinton High School

## Söhne und Töchter der Stadt
- Arthur Smith (1921–2014), Country-Musiker
- Rembert Truluck (1934–2008), christlicher Theologe
- John K. Griffin (1789–1841), Politiker